# Grunau (Roßwein)
Grunau ist ein Ortsteil der Stadt Roßwein im Landkreis Mittelsachsen im Freistaat Sachsen. Er wurde am 1. Juni 1973 nach Niederstriegis eingemeindet, mit dem er am 1. Juli 2013 zur Stadt Roßwein kam. Mit anderen Ortsteilen bildet Grunau heute die Ortschaft Niederstriegis. Der Ort trägt den Gemeindeteilschlüssel 140.

## Geographie

### Geografische Lage und Verkehr

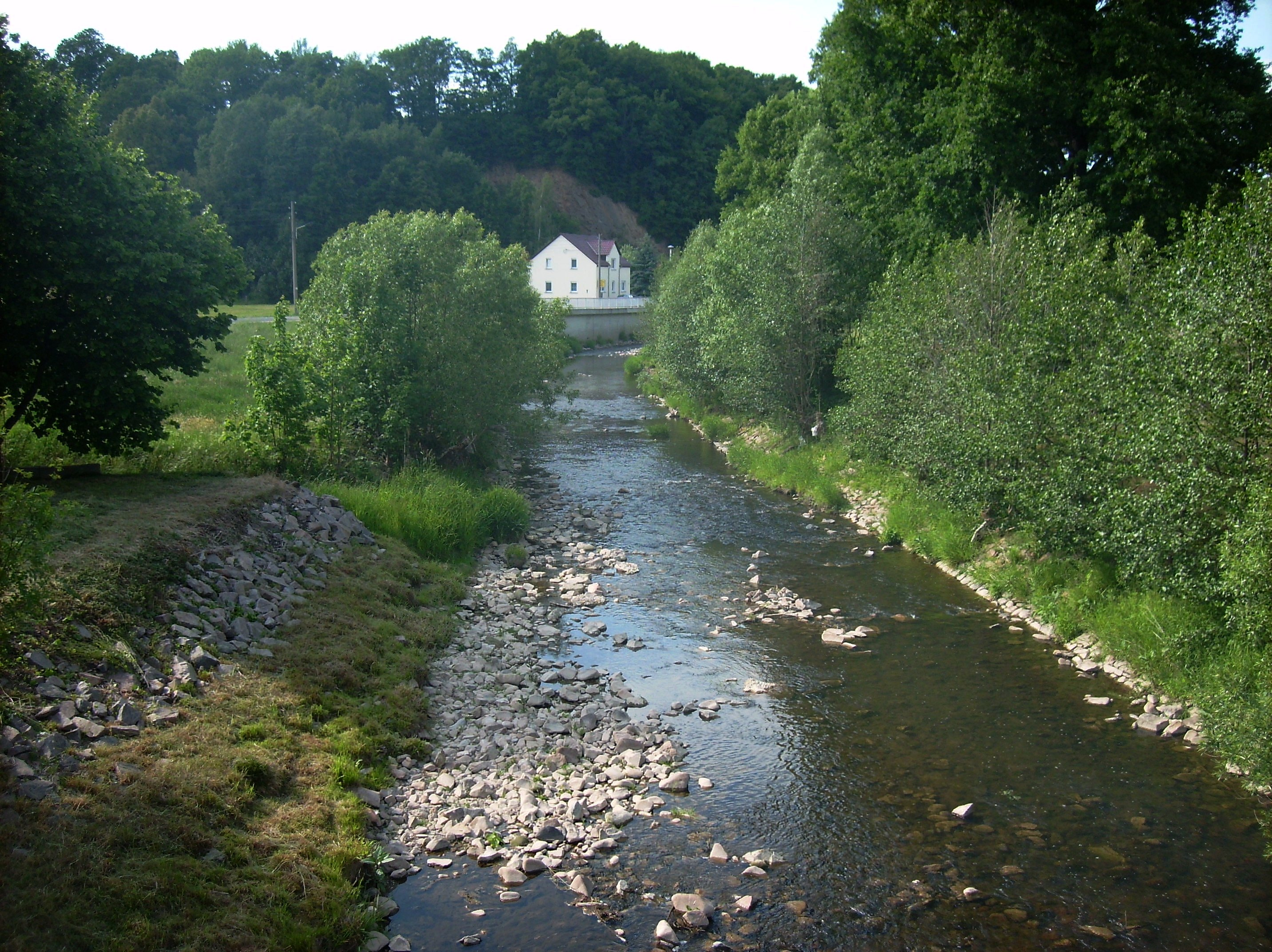
Striegis in Grunau

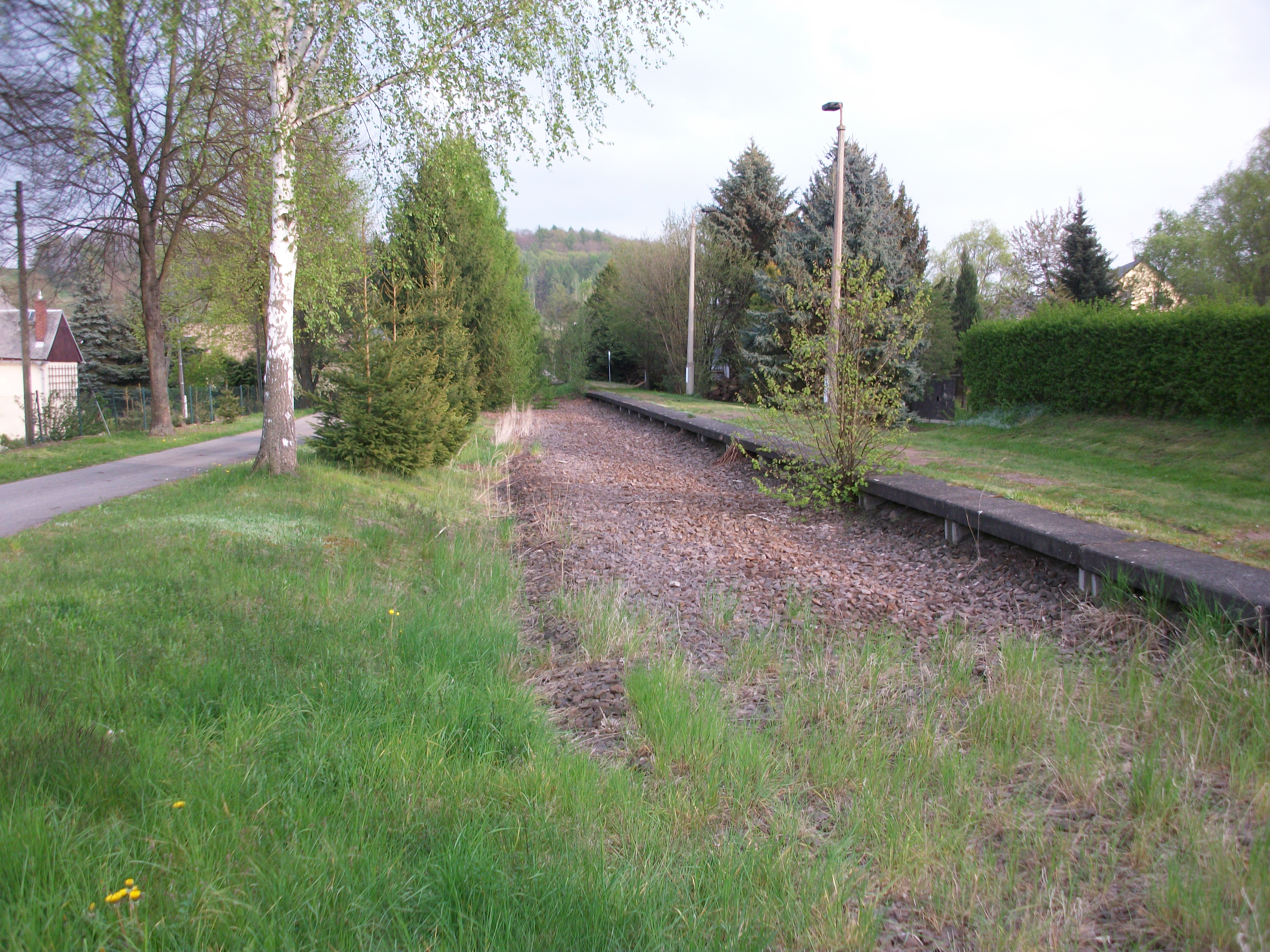
Ehemaliger Bahnhof Grunau (Sachs), Bahnsteig

Grunau liegt westlich von der Altstadt Roßweins an der Striegis. Durch den Ort führt die Trasse der Bahnstrecke Roßwein–Niederwiesa, an dem Grunau seit der Eröffnung im Jahr 1874 einen Bahnhof besaß. Dieser ging 1998 mit der Einstellung des Personenverkehrs auf dem Abschnitt Roßwein–Hainichen außer Betrieb. Die Bundesstraße 169 ist in westlicher Richtung über den Nachbarort Littdorf erreichbar.

### Nachbarorte
| Littdorf |                                             | Hohenlauft |
|          | Kompassrose, die auf Nachbargemeinden zeigt |            |
| Naundorf |                                             | Etzdorf    |

Eine zu Grunau gehörige Parzelle liegt nördlich des Orts. Sie grenzt im Nordwesten an Niederstriegis, im Osten an Hohenlauft und im Süden an Littdorf.

## Geschichte
Das Waldhufendorf Grunau wurde im Jahr 1185 als „usque in cumulum Gronowa“ erwähnt. Der Ort gehörte bis zur Reformation 1540 zur Grundherrschaft des Klosters Altzella. Mit der durch die Reformation bedingten Säkularisation des Klosters Altzella gehörte Grunau seitdem bis 1856 zur als Amtsdorf zum kursächsischen bzw. königlich-sächsischen Amt Nossen. Kirchlich ist der Ort seit jeher nach Niederstriegis gepfarrt. Ab 1856 gehörte Grunau zum Gerichtsamt Roßwein und ab 1875 zur Amtshauptmannschaft Döbeln, welche 1939 in Landkreis Döbeln umbenannt wurde.
Mit der zweiten Kreisreform in der DDR 1952 wurde die Gemeinde Grunau zunächst dem Kreis Hainichen im Bezirk Chemnitz (1953 in Bezirk Karl-Marx-Stadt umbenannt) angegliedert. Am 4. Dezember 1952 erfolgte die Umgliederung in den Kreis Döbeln im Bezirk Leipzig. Am 1. Juni 1973 erfolgte die Eingemeindung von Grunau nach Niederstriegis. Als Ortsteil von Niederstriegis gehörte Grunau seit 1990 zum sächsischen Landkreis Döbeln, der 2008 im Landkreis Mittelsachsen aufging. Mit der Eingemeindung von Niederstriegis kam Grunau am 1. Januar 2013 zur Stadt Roßwein. Seitdem gehört er zur Ortschaft Niederstriegis.
Am 25. November 1983 ereignete sich auf der Bahnstrecke Roßwein–Niederwiesa ein schwerer Eisenbahnunfall. Eine in Berbersdorf abgestellte Wagengruppe aus 10 Güterwagen war wegen unzureichender Sicherung selbstständig ins Rollen gekommen und stieß in Grunau auf einen haltenden Personenzug (2 Tote, 5 Verletzte).

## Persönlichkeiten
- Karl Gottlob Dietmann (1721–1804), Pfarrer und Schriftsteller